# Cameron Bayly
Cameron Bayly (Adelaide, 11 oktober 1990) is een Australisch wielrenner die anno 2018 rijdt voor Bennelong SwissWellness Cycling Team.

## Carrière
In 2015 won Bayly het bergklassement in de Herald Sun Tour door de nummer twee, Robert Power, veertig punten voor te blijven. Een jaar later werd Bayly onder meer tweede in etappes in de Ronde van de Filipijnen en de Ronde van Japan.
In 2017 werd Bayly vierde op het nationale kampioenschap op de weg. In februari nam hij deel aan de Ronde van Langkawi, waar hij in de vierde etappe, de koninginnenrit, achter Mekseb Debesay als tweede wist te finishen. Hierdoor steeg hij in het algemeen klassement naar de tweede plaats, op elf seconden van Ryan Gibbons. In de overige vier etappes wist de Zuid-Afrikaan zijn voorsprong met 22 seconden uit te breiden, waardoor Bayly op de tweede plaats in het klassement eindigde.

## Overwinningen
2015
Bergklassement Herald Sun Tour
3e etappe Ronde van het Taihu-meer
2018
4e etappe Ronde van Taiwan

## Ploegen
- 2013 –  V Australia (vanaf 1-11)
- 2014 –  OCBC Singapore Continental Cycling Team
- 2015 –  search2retain-Health.com.au Cycling Team (tot 19-5)
- 2016 –  Attaque Team Gusto
- 2017 –  IsoWhey Sports SwissWellness
- 2018 –  Bennelong SwissWellness Cycling Team

Bayly · Chung · Dobbs · Donohoe · Guy · Hill · Hindley · Huang · Kalma · Lin · Lu · Martz · Rogers · Wu
Bayly · Bowden · Christie-Johnson · Cooper · Crome · Davids · Elliott · Freiberg · Giacoppo · Harper · Lake · Lea · Porter · Roe · D. Sunderland · S. Sunderland · Toovey · Von Hoff · Ward